# Gertrude Messinger
Gertrude Messinger, nata Gertrude Dolores Messinger e conosciuta anche come Gertie Messinger (Spokane, 28 aprile 1911 – Woodland Hills, 8 novembre 1995), è stata un'attrice statunitense, nota soprattutto come attrice bambina tra il 1917 e il 1923 e quindi per i suoi ruoli in film western negli anni trenta.

## Biografia
Nata nel 1911 nello Stato di Washington, cominciò a recitare come attrice bambina nel  cinema muto, assieme alla sorella Maria Messinger e al fratello Buddy Messinger. Nel 1917-18 prende parte alla serie di sei film, che i registi Chester M. Franklin e Sidney Franklin realizzarono per la Fox Film Corporation, in cui i ruoli principali (talora anche quelli di adulti) erano interpretati da attori bambini. I film della serie sono nell'ordine: Jack and the Beanstalk (1917), Aladino e la lampada magica (1917), The Babes in the Woods (1917), L'isola del tesoro (1918), Fan Fan (1918) e Ali Baba and the Forty Thieves (1918). Dell'ultimo di questi film Gertude Messiger fu anche coprotagonista assieme a Georgie Stone.

## Riconoscimenti
- Young Hollywood Hall of Fame [1]

## Filmografia parziale
- The Hunted Man, regia di Donald MacDonald - cortometraggio (1917)
- A Bit o' Heaven, regia di Lule Warrenton (1917)
- Jack and the Beanstalk, regia di Chester M. Franklin e Sidney Franklin (1917)
- Aladino e la lampada magica (Aladdin and the Wonderful Lamp), regia di Chester M. Franklin, Sidney Franklin (1917)
- The Babes in the Woods, regia di Chester M. Franklin e Sidney Franklin  (1917)
- Treasure Island, regia di Chester M. Franklin, Sidney Franklin (1918)
- The Girl with the Champagne Eyes, regia di C.M. Franklin (1918)
- Fan Fan, regia di Chester M. Franklin e Sidney A. Franklin (1918)
- Ali Baba and the Forty Thieves, regia di C.M. Franklin e S.A. Franklin (1918)
- Miss Adventure, regia di Lynn F. Reynolds) (1919)
- La fortuna dell'irlandese (The Luck of the Irish), regia di Allan Dwan (1920)
- Rip Van Winkle, regia di Edward Ludwig (1921)
- Supply and Demand, regia di Mason N. Litson (1922)
- Makin' Movies, regia di Mason N. Litson (1922)
- For Rent: Haunted, regia di Mason N. Litson (1922)
- Broadcasting, regia di Mason N. Litson (1922)
- The Big Scoop, regia di Mason N. Litson (1922)
- Wanted, a Story, regia di Mason N. Litson (1922)
- Stung, regia di Mason N. Litson (1923)
- Penrod and Sam, regia di William Beaudine (1923)
- The Barefoot Boy, regia di David Kirkland (1923)
- The Jazz Age, regia di Lynn Shores (1929)
- Whose Baby?, regia di Edward Ludwig (1929)
- The Duke Steps Out, regia di James Cruze (1929)
- Hurdy Gurdy
- Two Weeks Off, regia di William Beaudine (1929)
- Dad's Day, regia di Hal Roach (1929)
- The Rampant Age, regia di Phil Rosen (1930)
- Doctor's Orders, regia di Arch Heath (1930)
- Bigger and Better, regia di Edgar Kennedy (1930)
- Ladies Last, regia di George Stevens (1930)
- La figlia di nessuno (Anne of Green Gables), regia di George Nichols Jr. (1934)
- Wagon Trail, regia di Harry L. Fraser (1935)

- Viale del tramonto (Sunset Blvd.), regia di Billy Wilder (1950)
- Il più grande spettacolo del mondo (The Greatest Show on Earth), regia di Cecil B. DeMille (1952)